# Юрманга (приток Толшмы)

Юрманга — река в России, протекает в Вологодской области, в Тотемском районе. Устье реки находится в 39 км по правому берегу реки Толшма. Длина реки составляет 14 км.
Исток реки расположен в Юрмангском болоте в 11 км к северо-востоку от села Никольское и в 46 км к юго-западу от Тотьмы. В верхнем течении Юрманга течёт по заболоченному лесу в юго-западном направлении, в нижнем течении протекает покинутые деревни Толшменского поселения Сафониха и Левино. Впадает в Толшму тремя километрами ниже Никольского около деревни Фатьянка.

## Данные водного реестра
По данным государственного водного реестра России относится к Двинско-Печорскому бассейновому округу, водохозяйственный участок реки — Северная Двина от начала реки до впадения реки Вычегда, без рек Юг и Сухона (от истока до Кубенского гидроузла), речной подбассейн реки — Сухона. Речной бассейн реки — Северная Двина.
По данным геоинформационной системы водохозяйственного районирования территории РФ, подготовленной Федеральным агентством водных ресурсов: 
- Код водного объекта в государственном водном реестре — 03020100312103000007858
- Код по гидрологической изученности (ГИ) — 103000785
- Код бассейна — 03.02.01.003
- Номер тома по ГИ — 03
- Выпуск по ГИ — 0